# ليجون سيتيز
ليجون سيتيز إف سي هو نادى أساسي في غانا.